# Садкович, Николай Фёдорович
Николай (Микола) Фёдорович Садко́вич (21 января 1907, Устье, Оршанский район — 16 августа 1968, Москва) — советский кинорежиссёр, киносценарист, кинодраматург, прозаик. Заслуженный деятель искусств Белорусской ССР (1944). Лауреат Сталинской премии второй степени (1951). Член ВКП(б) с 1944 года. Член Союза писателей СССР (1947).

## Биография
Микола Садкович родился в крестьянской семье 8 (21) января 1907 года в деревне Устье.
В 1928 году окончил режиссёрский факультет ГТК. Работал режиссёром студий «Совкино», «Союзкино» (1930—1933), «Украинфильм» (Одесса) (1934—1936), «Украинфильм» (Киев) (1937—1941). В годы Великой Отечественной войны на Ташкентской киностудии участвовал в создании «Боевых киносборников».
В 1942—1945 годах — на «Союздетфильме», ЦСДФ. Руководил фронтовыми киногруппами в штабе белорусского партизанского движения. Возглавлял русскую секцию Союза писателей Белоруссии. В 1946—1947 и 1950—1953 годах — министр кинематографии БССР, в 1953—1956 годах — заместитель министра культуры Белорусской ССР. С 1948 года — главный редактор и режиссёр ЦСДФ. В 1956—1957 годах — уполномоченный «Совэкспортфильма» в Великобритании. Депутат ВС БССР 3—4 созывов (1947—1959).
Николай Фёдорович Садкович умер 16 августа 1968 года. Похоронен в Москве на Донском кладбище.

## Фильмография

### Режиссёрские работы
- 1936 — Половодье
- 1939 — Шуми, городок!
- 1940 — Майская ночь
- 1941 — Три танкиста (Боевой киносборник № 8)
- 1942 — Боевой киносборник № 11
- 1943 — Родные берега

### Сценарии
- 1940 — Майская ночь
- 1956 — Миколка-паровоз (с М. Т. Лыньковым)
- 1969 — Я, Франциск Скорина

## Литературное творчество
Публиковался с 1948 года. Писал на русском языке. Автор исторического романа «Георгий Скорина» (совместно с Е. Львовым, 1951, исправлено и дополнено в 1957), «Повесть о ясном Стахоре», дневника «Человек в тумане», романа «Мадам Любовь». Разрабатывал историческую, военную тематику, затрагивал проблемы социалистической действительности. Его произведениям присущ динамизм сюжета, оригинальность композиции и колоритность персонажей.

## Награды и премии
- Сталинская премия второй степени (1951) — за фильм «Демократическая Германия» (1948)
- заслуженный деятель искусств БССР (1944)